# Annika Listén
Annika Gunilla Listén, född 12 augusti 1959 i Bromma, är en svensk dansare.
Listén studerade vid Balettakademiens yrkesdansarlinje i Stockholm samt vidareutbildade sig ett år i New York. Hon har efter studierna varit engagerad vid Oscarsteatern, Parkteatern, Riksteatern, Folkparkerna, Intiman, Stora Teatern i Göteborg, Musikteatern i Värmland, Chinateatern, Berns, Vasateatern, Jarlateatern, Boulevardteatern, Stockholms Operettensemble och Musikalteatern. Koreograferat Folklustspel, showat på båtar, gjort konsertprogram i kyrkor, uppträtt på Globen, Mariahissen, Nybrokajen, Mosebacke, SKPS:s kongress, Mosebacke, Scania, Hallwylska Palatset, Peros Teater, sjukhus, äldrevård, PRO, Piperska Muren, Vindhammar, turnerat med barnteater, vidare ansvarat för regi och koreografi för Folklustspel och Höst-Revy, uppträtt och gjort koreografi på Hallwylska Palatsets gårds sommarproduktioner, gjort konsertprogram i Badgastein, och på M/S Rügen på floden Donau!

## Filmografi
- 1997 - Tre långa kvinnor (TV)
- 1987 - Aida
- 1984 - Ronja Rövardotter
- 1982 - Alberts underliga resa (TV)
- 1982 - Ingenjör Andrées luftfärd

## Teater

### Roller (urval)
- 1981 – Vally i Csardasfurstinnan av Emmerich Kálmán, Leo Stein och Béla Jenbach, regi Ivo Cramér, Oscarsteatern[1]